# Лисиченко Микола Леонідович
Микола Леонідович Лисиченко (нар. 23 травня 1962, м. Макіївка, Донецька область) — український науковець, доктор технічних наук, Перший проректор Харківського національного технічного університету сільського господарства імені Петра Василенка; професор кафедри електромеханіки, робототехніки, біомедичної інженерії та електротехніки Державного біотехнологічного університету.

## Біографія
Микола Леонідович народився 23 травня 1962 року у місті Макіївка на Донеччині.
У 1979—1980 роках навчався у міському професійно-технічному училищі № 20 міста Таганрог, Ростовської області.
У 1980 році вступив на факультет механізації і автоматизації сільського господарства Харківського інституту механізації і електрифікації сільського господарства.
В листопаді 1985 року працював на посаді секретаря комітету ЛКСМУ Інституту з правами райкому.
З 1987 по 1990 роки навчався в аспірантурі у Всесоюзному науково-дослідному інституті електрифікації сільського господарства (м.  Москва).
У 1991 році Микола Леонідович захистив дисертацію «Обгрунтування режимів освітлення і розробка освітлювально-опромінювальних установок для великої рогатої худоби молочного напрямку»; здобуття наукового ступеня кандидата технічних наук.
У 1991 році працював на посаді асистента Харківського інституту механізації і електрифікації сільського господарства.
У 1993 році працював на посаді доцента кафедри застосування електроенергії у сільському господарстві Харківського інституту механізації і електрифікації сільського господарства.
У 1994 році Миколі Леонідовичу було присвоєне вчене звання доцента.
З 1996 року постійний голова секції «Лазерні технології в сільському господарстві та ветеринарії» на щорічних Міжнародних науково-практичних конференціях «Застосування лазерів в медицині та біології».
З 1998 року керівник розділу 6 «Лазерні технології в сільському господарстві», розділу 7 «Лазерна апаратура для медицини, біології та сільського господарства», розділу 8 «Підготовка фахівців для використання лазерних технологій у медицині та сільському господарстві» Регіональної комплексної програми «Лазер - здоров'я, економіка, екологія».
З 1998 по 2001 роки перебуває в докторантурі Харківського державного технічного університету сільського господарства.
З 1999 року співголова секції «Ветеринарія» на щорічній Міжнародній конференції «Квантова медицина».
У 2001 році співголова секції «Ветеринарія» на 8-му Міжнародному конгресі Європейської лазерної асоціації «Laser-2001».
У 2004 році Микола Леонідович був обраний за конкурсом завідувачем кафедри Застосування електроенергії в сільському господарстві нині кафедра «Автоматизованих електромеханічних систем» Харківського національного технічного університету сільського господарства імені Петра Василенка.
У 2006 році доктор технічних наук за спеціальністю 05.09.16 - електроенергії та електрообладнання в агропромисловому комплексі Харківського державного технічного університету сільського господарства.
У 2007 році Миколі Леонідовичу присвоєно вчене звання професора.
З 2016 по теперішній час Микола Леонідович [Архівовано 9 серпня 2020 у Wayback Machine.] Перший проректор Харківського національного технічного університету сільського господарства імені Петра Василенка.
З 2021 року Микола Леонідович працює професором кафедри автоматизованих систем (нині кафедра електромеханіки, робототехніки, біомедичної інженереії та електротехніки) Державного біотехнологічного університету.

## Праці
Лисиченко Микола Леонідович є автором понад 200 наукових видань, у тому числі 8 авторських свідоцтв та 12 патентів на винахід; очолює науковий напрямок «Лазерні технології в сільському господарстві в межах України».

## Відзнаки та нагороди
- Диплом XIII Международной научно-практической конференции «Применение лазеров в медицине и биологии» (1999).
- Диплом обласного конкурсу «Вища школа Харківшини — кращі імена» у номінації «Науковець».
- Диплом XXX Международной научно-практической конференции «Применение лазеров в медицине и биологии» за выдающиеся достижения в области лазерной медицины и лазерной биологии.
- Диплом третього ступеня ОРГКОМІТЕТ виставки «Наука Харківщини 2000» Експонат підвищення продуктивності тваринництва завдяки застосуванню лазерного опромінення (2000).
- Грамота за довголітню, самовіддану, творчу, натхненну працю на займаній посаді, високий професіоналізм, пошук нових ефективних форм навчання, підготовку висококваліфікованих спеціалістів та з нагоди визначної події - 70-річчя від Дня заснування Харківського державного технічного університету сільського господарства (2000).
- Сертификат IX Международной научно-практической конференции по квантовой медицине (2002).
- Сертификат Х Международной научно-практической конференции по квантовой медицине (2003).
- Сертификат учасника научно-практического семинара «Повышение эффективности лазерной медицины» (низкоинтенсивная лазерная терапия, хирургия, ФДТ, диагностика) (2003).
- Подяка за вагомий внесок у підготовку спеціалістів для агропромислового виробництва та з нагоди 75-річчя заснування Харківського національного технічного університету сільського господарства імені Петра Василенка (2005).
- Сертификат XXVIII Международной научно-практической конференции «Применение лазеров в медицине и биологии» (2007).
- Сертификат XXXIX Международной научно-практической конференции «Применение лазеров в медицине и биологии» (2008).
- Диплом XII обласного конкурсу «Вища школа Харківщини - кращі імена» у номінації «Науковець» (2010).
- Сертификат XXXIV Международной научно-практической конференции «Применение лазеров в медицине и биологии» (2010).
- Диплом та золота медаль XXII Міжнародної агропромислової виставки «АГРО-2010» у номінації «За розробку приладів для застосування нанотехнологій у тваринництві на основі лазерного випромінювання» (2010).
- Подяка за високий рівень представлення експозиції навчального закладу на XXII Міжнародній агропромисловій виставці ярмарку «АГРО-2010» (2010).
- Подяка за сприяння у підготовці наукової роботи для XV-го міського конкурсу наукових студентських робіт та виховання молодих наукових кадрів (2010).
- Диплом за качественную подготовку молодых специалистов (2011).
- Сертификат XXXVI Международной научно-практической конференции «Применение лазеров в медицине и биологии» (2011).
- Сертификат XXXV Международной научно-практической конференции «Применение лазеров в медицине и биологии» (2011).
- Грамота за участь у презентації Всеукраїнського об'єднання організацій роботодавців «Федерація роботодавців агропромислового комплексу та продовольства України», на виставці «Нова модель забезпечення сталого розвитку галузі АПК» (2011).
- Диплом переможця Всеукраїнського конкурсу виставки «Кращий вітчизняний товар 2011 року» у номінації «Наука» Лазерні технології та засоби їх реалізації в тваринництві (2011).
- Диплом Оргкомітета студентської науково-практичної конференції за якісну підготовку студента до наукової конференції, який отримав диплом першого ступеня по секції «Автоматизованих електромеханічних систем» (2012).
- Грамота за якісну підготовку 5 студентів до наукової конференції (2012).
- Подяка Міністерства аграрної політики та продовольства України (2014).
- Почесна грамота Харківської обласної державної адміністрації (2015).
- Почесна грамота Президії Національної академії наук України (2018).
- Подяка Міністерства освіти і науки України (2018).
- Подяка Національної академії педагогічних наук України (2018).
- Грамота Міністерства освіти і науки України (2019).